# Interstate 678
Pour les articles homonymes, voir Route 678.
L'Interstate 678 (I-678) est une autoroute auxiliaire sud–nord qui parcourt un peu plus de 14 miles (23 km) dans deux arrondissements de New York. La route débute à l'Aéroport international JFK à Jamaica Bay et traverse le Queens par le nord jusqu'à la East River, puis, parcourt une partie du Bronx, où l'I-678 se termine là où la Hutchinson River Parkway débute.
L'I-678 est reliée à l'I-495 (Long Island Expressway) à Flushing Meadows–Corona Park. L'autoroute est connue comme la Van Wyck Expressway depuis l'Aéroport JFK jusqu'au Northern Boulevard, la Whitestone Expressway depuis le boulevard jusqu'au Pont de Bronx-Whitestone et la Hutchinson River Expressway depuis le pont jusqu'à l'échangeur Bruckner. Au nord de l'échangeur, l'I-678 se termine et la route continue comme la Hutchinson River Parkway.
La portion de l'I-678 au nord du Northern Boulevard suit le tracé de la Whitestone Parkway et un court segment de l'extension de la Hutchinson River Parkway. Les Whitestone et Hutchinson River parkways ont ouvert en 1939 alors que la Van Wyck Expressway a ouvert en sections entre 1950 et 1953. Les deux autoroutes ont été reliées ensemble et améliorées afin d'atteindre les standards des Interstates au milieu des années 1960. La Hutchinson River Expressway et la Whitestone Expressway ont été désignées comme I-678 vers 1965. La désignation a été prolongée en 1970 sur la Van Wyck Expressway jusqu'à l'Aéroport JFK.

## Description du tracé
L'I-678 débute à l'Aéroport JFK dans l'arrondissement du Queens et procède le long du segment d'autoroute connu comme la Van Wyck Expressway. L'I-678 progresse à l'ouest à travers l'aéroport, passant sous des voies de circulation. Tout juste après celles-ci, l'autoroute est reliée à la North Service Road, laquelle dessert les services aéroportuaires. À partir de là, l'autoroute se dirige au nord. Elle rencontre la NY 878 (Nassau Expressway) puis la Belt Parkway. Un peu plus loin, l'autoroute croise la NY 27 ouest (North Conduit Avenue). C'est à cet endroit que l'autoroute quitte les terrains de l'aéroport.
L'I-678 continue vers le nord à travers le Queens. Elle croise plusieurs voies locales ainsi que des voies ferrées. L'autoroute passe ensuite à côté du Jamaica Hospital Medical Center. L'autoroute atteint ensuite un échangeur majeur avec la NY 25 (Queens Boulevard) et Main Street. Immédiatement après, un autre échangeur important est atteint, celui avec la Union Turnpike, la Grand Central Parkway et la Jackie Robinson Parkway. L'autoroute traverse le Flushing Meadows–Corona Park en continuant vers le nord. Elle croise l'I-495 (Long Island Expressway) au nord du parc. L'autoroute croise ensuite la NY 25A (Northern Boulevard) et l'I-678 intègre la Whitestone Expressway.

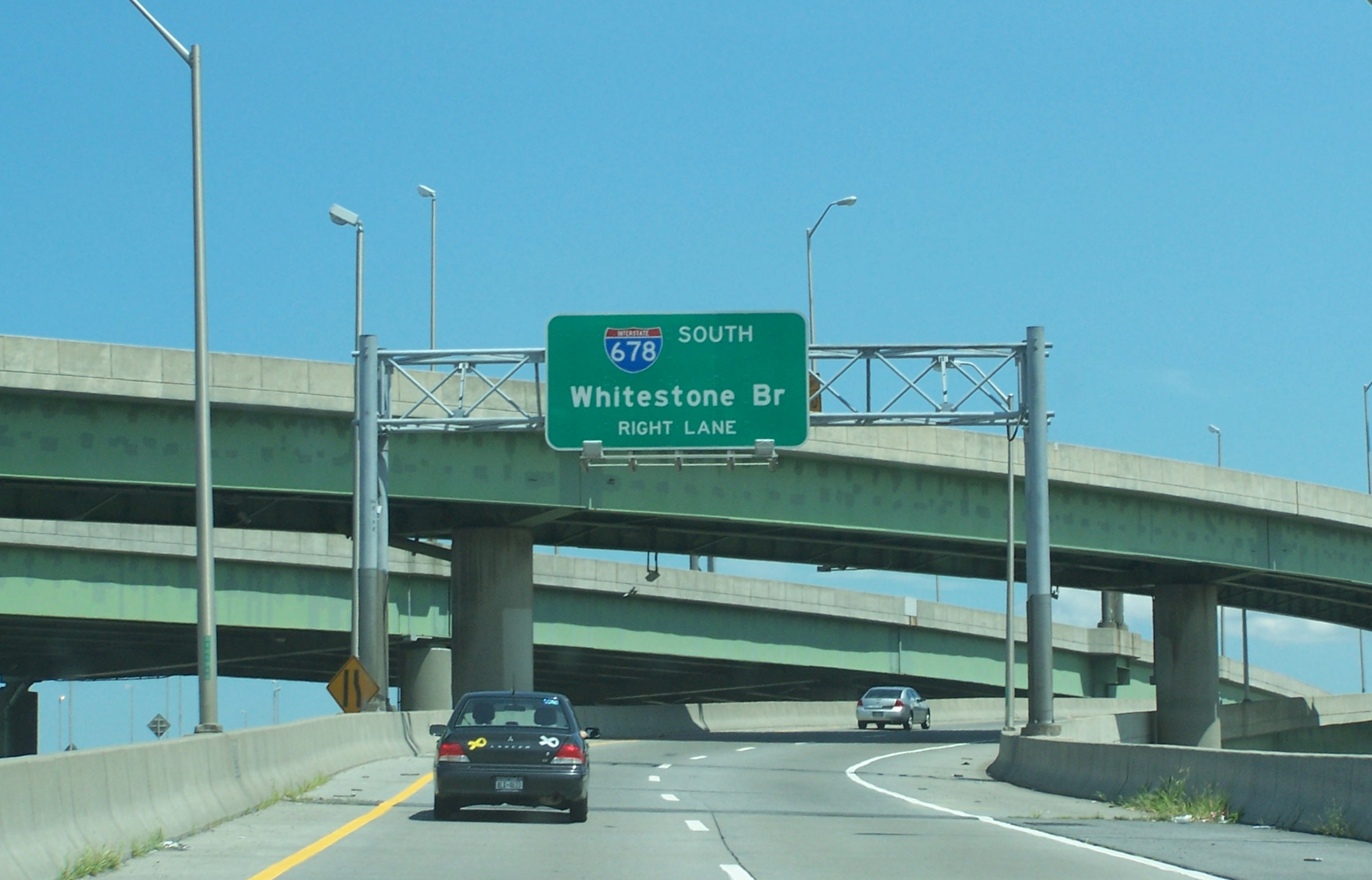
Panneau pour l'I-678 au Bruckner Interchange

La Whitestone Expressway continue vers le nord-est. Elle croise plusieurs voies locales jusqu'à la Cross Island Parkway où l'I-678 traverse Whitestone. L'autoroute passe au-dessus du Francis Lewis Park et arrive sur le Pont Whitestone au-dessus de la East River. L'autoroute quitte ainsi le Queens et entre dans le Bronx. L'autoroute passe par un poste de péage électronique à la sortie du pont. L'autoroute croise quelques rues locales avant d'atteindre le Bruckner Interchange où la désignation de l'I-678 prend fin alors que l'autoroute se poursuit au nord comme la Hutchinson River Parkway.

## Liste des sorties
| Interstate 678                                  |                              |       |       |                                                                                          | | |
| Arrondissement                                  | Municipalité                 | mi    | km    | Sortie                                                                                   | Intersections / Destinations | Notes |
| Queens                                          | Aéroport JFK                 | 0,00  | 0,00  | —                                                                                        | Aéroport JFK | Terminus sud |
| Queens                                          | Aéroport JFK                 | 0,30  | 0,48  | A                                                                                        | U-Turn / Port Authority Police | |
| Queens                                          | Aéroport JFK                 | 1,10  | 1,77  | B                                                                                        | Cell Phone Lot / Aviation générale / Port Authority Administration                                                                               | Sortie direction sud seulement |
| Queens                                          | Aéroport JFK                 | 1,40  | 2,25  | C                                                                                        | Stationnement longue durée / Compagnies de location / Zones de cargo                                                                             | |
| Queens                                          | South Ozone Park             | 1,70  | 2,74  | 1                                                                                        | NY 878 (en) est (Nassau Expressway) | |
| Queens                                          | South Ozone Park             | 1,70  | 2,74  | 1                                                                                        | Belt Parkway / NY 27 – Long Island est, Brooklyn, Pont Verrazano                                                                                 | Indiqué sortie 1E (est) et 1W (ouest) |
| Queens                                          | South Ozone Park             | 2,66  | 4,28  | 2                                                                                        | Rockaway Boulevard | Indiqué sortie 1 en direction nord |
| Queens                                          | South Ozone Park             | 3,20  | 5,15  | 3                                                                                        | Linden Boulevard | |
| Queens                                          | South Ozone Park             | 3,90  | 6,28  | 4                                                                                        | Liberty Avenue | |
| Queens                                          | Richmond Hill                | 4,37  | 7,03  | 5                                                                                        | Atlantic Avenue | Pas de sortie en direction sud |
| Queens                                          | Richmond Hill                | 4,76  | 7,66  | 6                                                                                        | Jamaica Avenue / Hillside Avenue | |
| Queens                                          | Kew Gardens                  | 5,00  | 8,05  | 8                                                                                        | Main Street / Union Turnpike | Pas de sortie en direction sud vers Union Turnpike est; indiqué sortie 8 en direction nord, indiqué sortie 7B en direction sud                                  |
| Queens                                          | Kew Gardens                  | 5,00  | 8,05  | 7B                                                                                       | Main Street / Union Turnpike | Pas de sortie en direction sud vers Union Turnpike est; indiqué sortie 8 en direction nord, indiqué sortie 7B en direction sud                                  |
| Queens                                          | Kew Gardens                  | 5,34  | 8,59  | 9                                                                                        | NY 25 (en) ouest (Queens Boulevard) | Pas d'entrée en direction nord; indiqué sortie 9 en direction nord, indiqué sortie 7C en direction sud                                                          |
| Queens                                          | Kew Gardens                  | 5,34  | 8,59  | 7C                                                                                       | NY 25 (en) ouest (Queens Boulevard) | Pas d'entrée en direction nord; indiqué sortie 9 en direction nord, indiqué sortie 7C en direction sud                                                          |
| Queens                                          | Kew Gardens                  | 5,87  | 9,45  | 10                                                                                       | Grand Central Parkway ouest – Aéroport LaGuardia, Pont RFK                                                                                       | Sortie direction nord, entrée direction sud |
| Queens                                          | Kew Gardens                  | 5,90  | 9,50  | 7A                                                                                       | Jackie Robinson Parkway ouest – Brooklyn | Sortie direction sud, entrée direction nord |
| Queens                                          | Flushing Meadows-Corona Park | 6,20  | 9,98  | 11                                                                                       | 69th Road / Jewel Avenue – Flushing Meadows-Corona Park                                                                                          | |
| Queens                                          | Flushing Meadows-Corona Park | 7,20  | 11,59 | 12                                                                                       | I-495 (Long Island Expressway) / College Point Boulevrad – Long Island est, Manhattan, Midtown Tunnel                                            | Indiqué sortie 12A (est) et 12B (ouest); sortie 22D-C de l'I-495 est et sortie 22B de l'I-495 ouest                                                             |
| Queens                                          | Willets Point                | 8,90  | 14,32 | 13                                                                                       | Grand Central Parkway / NY 25A (en) (Northern Boulebard) / Astoria Boulevard – Long Island est, Aéroport LaGuardia, Pont RFK, Citi Field, Marina | Indiqué sortie 13A (Astoria Boulevard), 13B (Parkway est), 13C (Parkway ouest) et 13D (NY 25A oust) en direction sud; pas d'accès à NY 25A est depuis I-678 sud |
| Queens                                          | Flushing Creek               | 8,90  | 14,32 | Pont (terminus nord de la Van Wyck Expressway; terminus sud de la Whitestone Expressway) | Pont (terminus nord de la Van Wyck Expressway; terminus sud de la Whitestone Expressway)                                                         | Pont (terminus nord de la Van Wyck Expressway; terminus sud de la Whitestone Expressway)                                                                        |
| Queens                                          | Flushing                     | 9,90  | 15,93 | 14                                                                                       | Linden Place | |
| Queens                                          | Flushing                     | 10,80 | 17,38 | 15                                                                                       | 14th Avenue / 20th Avenue | |
| Queens                                          | Whitestone                   | 11,30 | 18,19 | 16                                                                                       | Cross Island Parkway sud – Long Island est | |
| Queens                                          | Whitestone                   | 11,60 | 18,67 | 17                                                                                       | 3rd Avenue | Pas de sortie en direction sud |
| East River                                      | East River                   | 11,90 | 19,15 | Pont de Bronx-Whitestone (péage électronique)                                            | Pont de Bronx-Whitestone (péage électronique) | Pont de Bronx-Whitestone (péage électronique) |
| Bronx                                           | Throggs Neck                 | 13,60 | 21,89 | 18                                                                                       | Lafayette Avenue – Ferry Point Park | |
| Bronx                                           | Throggs Neck                 | 13,90 | 22,37 | 19N                                                                                      | I-95 nord – New Haven | Sortie direction nord, entrée direction sud; sortie 6A de l'I-95                                                                                                |
| Bronx                                           | Throggs Neck                 | 13,90 | 22,37 | 19S-W                                                                                    | I-95 sud / I-278 ouest – Pont George-Washington, Trenton, Pont RFK, Manhattan                                                                    | Sortie direction nord, entrée direction sud; sortie 6A de l'I-95                                                                                                |
| Bronx                                           | Throggs Neck                 | 13,90 | 22,37 | —                                                                                        | Hutchinson River Parkway nord – New Rochelle, White Plains, Yonkers vers Meritt Parkway                                                          | Continue au-delà de l'échangeur |
| - Péage - Accès incomplet - Transition de route |                              |       |       |                                                                                          | | |